# Lagarrigue Cove
Die Lagarrigue Cove (spanisch Puerto Marinero Lagarrigue), auch bekannt als Selvick Cove, ist eine Bucht an der Danco-Küste des Grahamlands im Norden der Antarktischen Halbinsel. Sie liegt südlich des Spigot Peak am Errera-Kanal.
Ihren Namen erhielt die Bucht 1956 auf Vorschlag der Marine Argentiniens in Erinnerung an den Schiffskoch Adrián Lagarrigue, der am 8. März 1949 beim Sturz in eine Gletscherspalte unweit des Orne Harbour ums Leben gekommen war. Diese Benennung löste die provisorische Benennung als Puerto Lote (spanisch für Lotteriehafen) ab. Alternativ dazu ist die Bucht auch nach dem norwegischen Walfangschiff Selvick (oder Selvik) benannt, das im Januar 1911 in der Gerlache-Straße gesunken war.